# Lotfi Asker Zadeh
Lotfi Asker Zadeh (àzeri: Lütfəli Rəhim oğlu Ələsgərzadə; Bakú, 4 de febrer de 1921 — Berkeley, 6 de setembre de 2017) fou un matemàtic i informàtic azerbaidjanès-estatunidenc, professor de matemàtica a la Universitat de Berkeley, destacat per introduir el 1965 la teoria de conjunts difusos o lògica difusa (fuzzy logic).
Considerat el pare de la teoria de la possibilitat, va emigrar a l'Iran i hi estudià a la Universitat de Teheran. Més tard va arribar als Estats Units on va continuar els seus estudis passant pel Massachusetts Institute of Technology, la Universitat de Colúmbia i, finalment, la Universitat de Berkeley. Per les seves nombroses contribucions a aquest camp de la ciència va rebre nombrosos guardons com la medalla Hammings el 1992 o la Rufus Oldenburger el 1993, i doctorats honoris causa per multitud d'universitats del món, entre elles les d'Oviedo (1995) i Granada (1996).